# قاو مين
قاو مين (بالصينية: 高敏) هي غطاسة صينية، ولدت في 7 سبتمبر 1970 في زيجونج في الصين.

## وصلات خارجية
- قاو مين على موقع الاتحاد الدولي للسباحة (الإنجليزية)
- قاو مين على موقع قاعة مشاهير السباحة العالمية (الإنجليزية)
- قاو مين على موقع اللجنة الأولمبية الدولية (الإنجليزية)
- قاو مين على موقع أوليمبيديا (الإنجليزية)
- قاو مين على موقع اللجنة الأولمبية الصينية (الإنجليزية)
- قاو مين على موقع IMDb (الإنجليزية)